# Silogismo do político
O silogismo do político, também conhecido como lógica do político ou a falácia do político, é uma falácia informal da forma:
1. Temos que fazer algo.
2. Isto é algo.
3. Portanto, temos que fazer isto.

A falácia do político foi identificado num episódio de 1988 da sitcom televisiva política da BBC Yes Minister intitulado "Power to the People" (Poder ao Povo), e ganhou vida na Internet. O silogismo, inventado pelos funcionários públicos ficcionais britânicos, foi citado no Parlamento britânico real. O silogismo também foi citado em discussão política estadunidense.
Como um meme, o nome quase-formal "silogismo do político" é desajeitado e não altamente conhecido; a noção é frequentemente transmitida ao invocar a frase central isto é algo com importação irónica, como quando uma equipa de desporto da liga principal cuja temporada está em apuros troca um atleta a envelhecer com uma perna má por um atleta a envelhecer com um braço mau.

## Visão geral
Em Yes Minister, o termo é discutido entre o Secretário de Cabinete Sir Humphrey Appleby e o seu antecessor Sir Arnold Robinson, que estão preocupados sobre os planos do primeiro ministro para fazer uma reforma ao governo local devido a oposição política de um concelho local, acreditando que resultaria num governo regional e, como discutem, uma série de decisões políticas precipitadas. Neste assunto, como com muitos outros assuntos humoristicamente explorados pelo programa, os funcionários públicos acreditando que fazer qualquer coisa é pior que fazer nada porque ações tendem a prejudicar o domínio do serviço público. Eles identificam a lógica do político como um silogismo falacioso: 
1. Todos os gatos têm quatro pernas.
2. O meu cão tem quatro pernas.
3. Portanto, o meu cão é um gato.

Esta forma inválida de argumento, rotulada AAA-2 entre silogismos, comete a falácia do termo médio não distribuído: diz nada sobre todas as coisas terem quatro pernas (o termo médio) e assim a conclusão não segue logicamente das premissas, até se as premissas foram verdadeiras. O silogismo do político de maneira semelhante não fala sobre todos os "algos" conhecidos que podem ser feitos. Como é comum com argumentos falaciosos do termo médio não distribuído, pode também ser visto como a falácia da afirmação do consequente quando reafirmada como um silogismo hipotético equivalente:
1. Para melhor as coisas, as coisas têm de mudar.
2. Estamos a mudar as coisas.
3. Portanto, estamos a melhorar as coisas.